# 宮崎ラジオ放送所

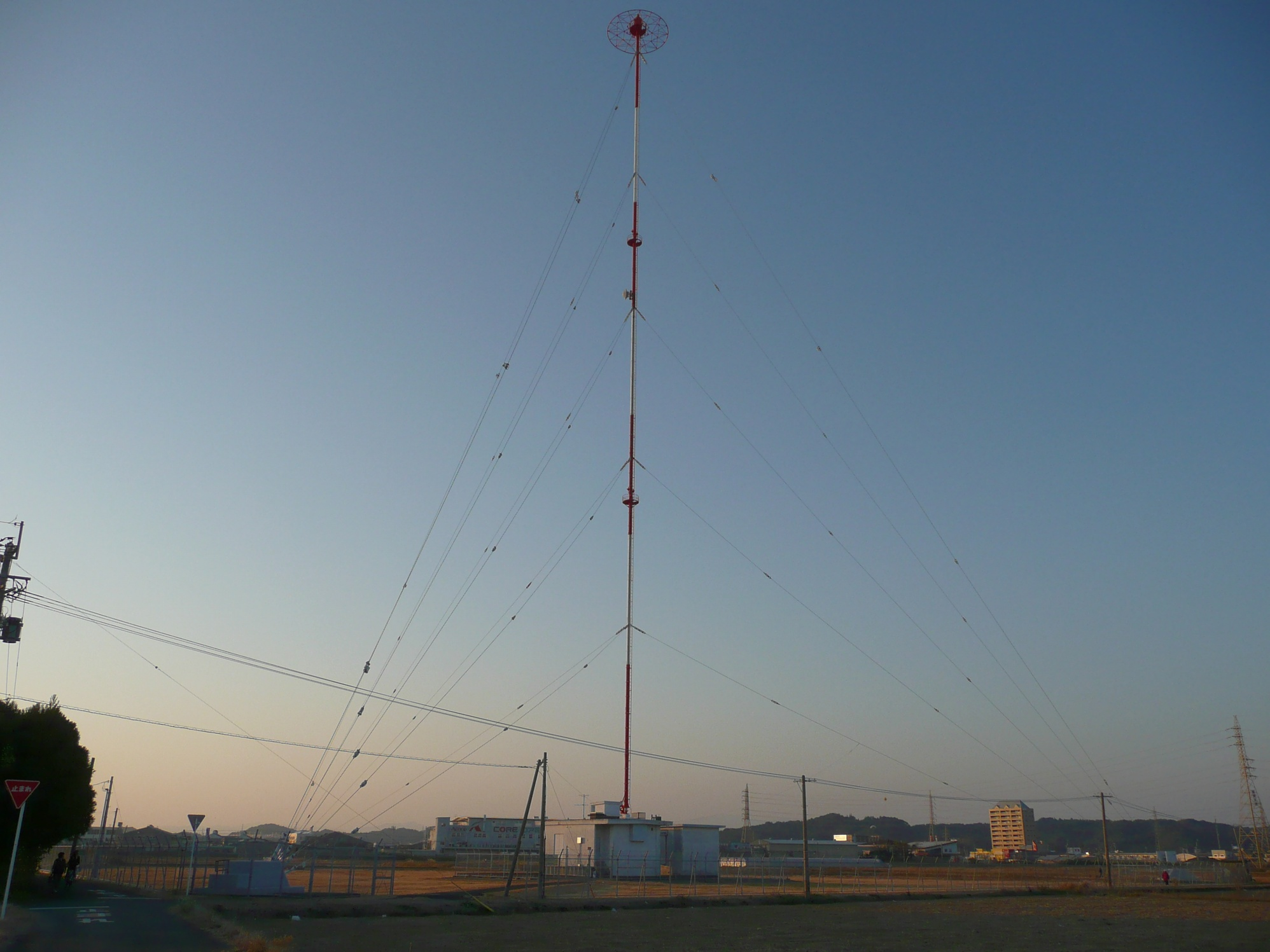
村角ラジオ放送所（NHK宮崎放送局、宮崎市村角町）

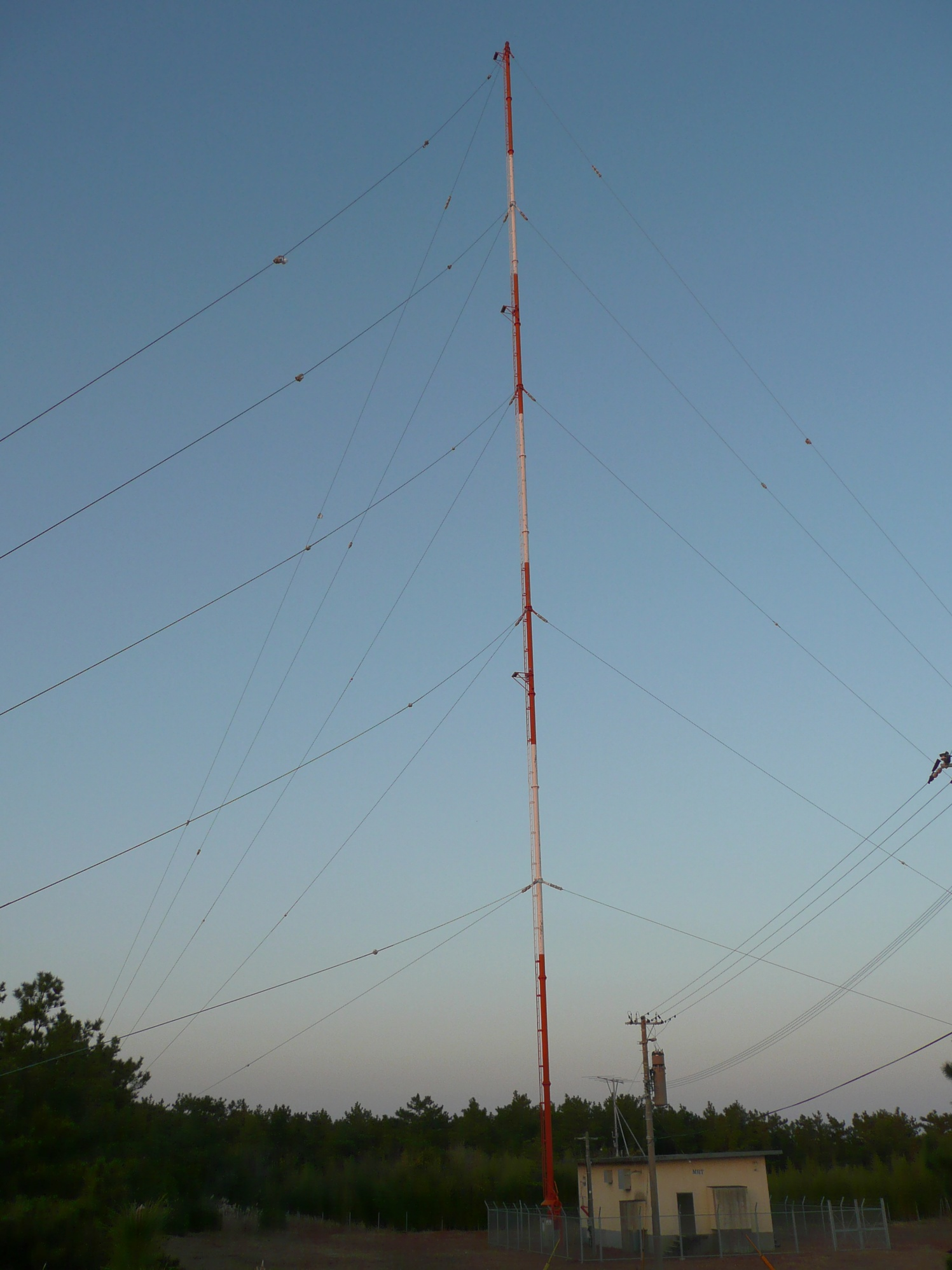
宮崎中波送信所（宮崎放送、宮崎市阿波岐原町）

宮崎ラジオ放送所（みやざきラジオほうそうじょ）では、日本の宮崎県宮崎市にあるAMラジオ放送の送信所を扱う。NHK宮崎放送局は『村角ラジオ放送所』、宮崎放送（MRTラジオ）は『宮崎中波送信所』がそれぞれ正式名称である。
2局とも宮崎市の北部にあり、NHK宮崎放送局は「宮崎市村角町」に、宮崎放送は「宮崎市阿波岐原町字前浜」に設けている。

## 沿革
- 1937年4月19日 - NHK宮崎放送局がラジオ第一放送の本放送を開始。送信所は当時の演奏所（局舎）があった宮崎市鶴之島に設置されていた。
- 1950年3月25日 - NHK宮崎放送局がラジオ第二放送の本放送を開始。
- 1954年3月25日 - 宮崎放送が『ラジオ宮崎』 (RMK) として予備免許を交付される。
- 1954年7月1日 - ラジオ宮崎が本放送を開始（1490kHz、昼1kW夜500W）。送信所は当時の演奏所（社屋）のあった宮崎市下北方町に設置されていた。
- 1956年10月1日  - ラジオ宮崎が周波数を1480kHzに、夜間出力を1kWに変更。
- 1959年10月1日 - ラジオ宮崎が周波数を920kHzに変更。
- 1962年10月1日 - 宮崎放送が周波数を1100kHzに変更。
- 1967年12月25日 - NHK宮崎放送局が局舎移転に伴い送信所を現在地の宮崎市村角町に移転。
- 1977年1月27日 - 宮崎放送が送信出力を5kWに増力。
- 1978年11月23日 - 宮崎放送が周波数を1098kHzに変更（9kHzステップへ移行のため）。
- 1981年11月13日 - 宮崎放送が周波数を936kHzに変更（大分放送や外国との夜間の混信を緩和するため）。
- 1982年6月24日 - 宮崎放送がプリエンファシスを導入（中継局は1983年3月25日に一律開始）。
- 1983年3月25日 - 宮崎放送が延岡・小林中継局との同期放送開始。
- 1987年7月15日 - 宮崎放送が送信所を現在地の宮崎市一ツ葉に移転。

## 送信設備
| 放送局名    | 放送局名    | コールサイン | 周波数  | 空中線電力 | 放送対象地域 | 放送区域内世帯数 |
| ----------- | ----------- | ------------ | ------- | ---------- | ------------ | ---------------- |
| NHK宮崎     | ラジオ第1   | JOMG         | 540kHz  | 5kW        | 宮崎県       | -世帯            |
| NHK宮崎     | ラジオ第2   | JOMC         | 1467kHz | 1kW        | 全国放送     | -世帯            |
| MRT宮崎放送 | MRT宮崎放送 | JONF         | 936kHz  | 5kW        | 宮崎県       | -世帯            |